# Continental Basketball Association 2008-2009
La stagione CBA 2008-2009 fu la 63ª e ultima della Continental Basketball Association. Parteciparono 4 squadre in un unico girone.
Rispetto alla stagione precedente, gli Oklahoma Cavalry si ribattezzarono Lawton-Fort Sill Cavalry, mentre gli Atlanta Krunk e i Rio Grande Valley Silverados si spostarono rispettivamente nella ABA 2000 e nella PBL. I Butte Daredevils e gli Yakama Sun Kings scomparvero, mentre i Pittsburgh Xplosion si ritirarono dal campionato durante il training camp.
La lega, rimasta con sole quattro squadre, programmò anche delle partite con formazioni della ABA 2000, con l'intento di salvare la stagione. La stagione regolare tuttavia terminò con sei settimane di anticipo rispetto al previsto . Vennero anticipati i play-off tra le prime due classificate, con una serie al meglio delle tre partite, tutte disputate ad Albany.
La lega non organizzò alcun campionato per l'anno successivo, e questa rimase, di fatto, la sua ultima stagione.

## Squadre partecipanti
- Albany Patroons
- E. Kentucky Miners
- Lawton Cavalry
- Minot SkyRockets

## Classifica

### American Conference
| Squadra                  | V  | P | QW   | PTS  |
| ------------------------ | -- | - | ---- | ---- |
| Albany Patroons          | 13 | 7 | 47,0 | 86,0 |
| Lawton-Fort Sill Cavalry | 12 | 2 | 34,0 | 70,0 |
| East Kentucky Miners     | 7  | 7 | 35,5 | 56,5 |
| Minot SkyRockets         | 6  | 9 | 30,0 | 48,0 |

## Play-off

### Finale
| Albany 5 febbraio 2009                              | Albany Patroons | 115 – 125 (24-32, 58-52, 89-91) | Lawton-Fort Sill Cavalry | Washington Avenue Armory |
| \| \| \| \| \| Fountain 26 \| Punti \| 62 Bowden \| |                 |                                 |                          |                          |
|                                                     |                 |                                 |                          |                          |
| Fountain 26                                         | Punti           | 62 Bowden                       |                          |                          |

| Albany 7 febbraio 2009, ore 19:00                | Albany Patroons | 111 – 109 (d.1t.s.) (25-27, 50-60, ?, ?) | Lawton-Fort Sill Cavalry | Washington Avenue Armory |
| \| \| \| \| \| Freeman 31 \| Punti \| 23 Dean \| |                 |                                          |                          |                          |
|                                                  |                 |                                          |                          |                          |
| Freeman 31                                       | Punti           | 23 Dean                                  |                          |                          |

| Albany 8 febbraio 2009                              | Albany Patroons | 107 – 109 (d.1t.s.) (?, 46-53, ?, 101-101) | Lawton-Fort Sill Cavalry | Washington Avenue Armory |
| \| \| \| \| \| Sullinger 27 \| Punti \| 27 White \| |                 |                                            |                          |                          |
|                                                     |                 |                                            |                          |                          |
| Sullinger 27                                        | Punti           | 27 White                                   |                          |                          |

## Vincitore
| Campione CBA 2009                    |
| ------------------------------------ |
| Lawton-Fort Sill Cavalry (2º titolo) |

## Statistiche
| Categoria             | Giocatore          | Squadra                  | Stat |
| --------------------- | ------------------ | ------------------------ | ---- |
| Punti per gara        | Harvey Thomas      | Albany Patroons          | 23,5 |
| Rimbalzi per gara     | Galen Young        | East Kentucky Miners     | 10,0 |
| Assist per gara       | Shaun Fountain     | Albany Patroons          | 5,3  |
| Palle rubate per gara | Jermaine Blackburn | East Kentucky Miners     | 2,3  |
| Stoppate per gara     | Elvin Mims         | Lawton-Fort Sill Cavalry | 1,7  |
| FG%                   | Alonzo Hird        | East Kentucky Miners     | 71,4 |
| FT%                   | Lee Scruggs        | Minot SkyRockets         | 96,3 |
| 3FG%                  | Harvey Thomas      | Albany Patroons          | 61,9 |

## Premi CBA
- CBA Playoff MVP: Shawn Daniels, Lawton-Fort Sill Cavalry